# Sick Girl
Sick Girl (Brasil: Criatura Maligna ) é o décimo episódio da primeira temporada da série televisiva Masters of Horror. Dirigido pelo realizador Lucky Mckee, foi emitido pela primeira vez a 13 de janeiro de 2006. O filme integra a série Mestres do Horror, que traz produções assinadas por John Landis, John Carpenter, Dario Argento e Joe Dante.

## Sinopse
Ida Teeter (Angela Bettis), especialista em insetos, certo dia ela recebe um pacote contendo um misterioso inseto. Ao mesmo tempo, ela envolve-se numa tórrida relação lésbica com a sexy Misty Falls. Os fascínios exóticos, que ela estuda com a dedicação de uma mãe, logo sede ao terror, quando o inseto entra em processo de mutação, quando revelando uma faceta demoníaca que aterroriza a dupla de mulheres. 

## Elenco
- Mike McKee .... Professor Malcolm Wolf
- Erin Brown .... Misty Falls
- Angela Bettis .... Ida Teeter
- Jesse Hlubik .... Max
- Marcia Bennett .... Lana Beasley
- Chandra Berg .... The Ladybug
- Teach Grant....?